# Struthiopteris amabilis
Struthiopteris amabilis là một loài thực vật có mạch trong họ Blechnaceae. Loài này được (Makino) Ching miêu tả khoa học đầu tiên năm 1940.